# Abdou N'Daffa Faye
Abdou N'Daffa Faye (mort en mars 1967) est l'assassin de Demba Diop, un ministre sénégalais. Abdou N'Daffa Faye tua Demba Diop en le poignardant sur le flanc le 3 février 1967 dans le parking de la gouvernance de Thiès. Faye fut condamné à mort par une cour sénégalaise, et fut le premier des deux seuls hommes à avoir été exécutés dans le Sénégal indépendant. Il fut exécuté par un peloton de militaires en mars 1967.
Toutefois, selon Amnesty International, Faye fut en fait la seconde (et dernière) personne à avoir été exécutée au Sénégal, après un autre condamné du nom de Moustapha Lô.